# 4-й Кожевнический переулок
Четвёртый Коже́внический переулок — переулок, расположенный в Южном административном округе города Москвы на территории Даниловского района.

## История
Переулок существует с XIX века. Здесь ногайцы уже с XV века торговали лошадьми и здесь же выделывали их кожи. До начала XX века вместе с Первым Кожевническим назывался Малый Троицкий переулок, по церкви Троицы в Кожевниках.

## Расположение
Переулок находится между Вторым Кожевническим и Дербеневской улицей. К нему относится одно административное здание по адресу Четвёртый Кожевнический переулок, 2/12.

## Транспорт
Маршруты наземного транспорта по переулку не проходят. Ближайшие трамвайные и автобусные остановки находятся на Кожевнической улице.

### Метро
- Станция метро «Павелецкая» Замоскворецкой линии — в 1,2 км на северо-восток.
- Станция метро «Павелецкая» Кольцевой линии — в 1,4 км на северо-запад.
- Станция метро «Пролетарская» Таганско-Краснопресненской линии — в 1,2 км на северо-восток.
- Станция метро «Крестьянская застава» Люблинско-Дмитровской линии — в 1,3 км на северо-восток.

### Железнодорожный транспорт
- Павелецкий вокзал — в 1,2 км на северо-запад.